# Măcin
Măcin é uma cidade da Romênia com 11.803 habitantes, localizada no judeţ (distrito) de Tulcea.